# ئی‌ام‌دی اس‌دی۳۹
ئی‌ام‌دی اس‌دی۳۹ (انگلیسی: EMD SD39) یک لوکوموتیو دیزلی ساخت شرکت جنرال موتورز الکترو-موتیو دیویژن است.
این لوکوموتیو که مابین سال‌های ۱۹۶۸ تا ۱۹۷۰ تولید میشده دارای ۱۲ سیلندر و ۲۳۰۰ اسب بخار قدرت بوده است.